# Ferlino
Der Ferlino war eine italienische Masseneinheit im Herzogtum Modena und in Bologna im Kirchenstaat. Das Handelsgewicht  hatte regional unterschiedliche Werte.
- Allgemein: 1 Ferlino = 10 Karat = 40 Gran
- Bologna: 1 Ferlino = 1 1/5 Gramm
- Ferrara 1 Ferlino = 1,73 Gramm
- Modena: 1 Ferlino = 1 7/9 Gramm[1]
- Modena: 192 Ferlino = 1 Libbra[2]